# Eduardo Sepúlveda
Eduardo Sepúlveda (Rawson, 13 giugno 1991) è un ciclista su strada e pistard argentino che corre per il team Lotto. È professionista dal 2013.

## Carriera
Dopo un periodo come stagista in casa FDJ negli ultimi mesi del 2012, passa professionista nel 2013 con la Bretagne-Séché Environnement e coglie la sua prima vittoria nel 2015 alla Classic Sud Ardèche. Al Tour de France 2015 viene designato come uomo di classifica per la Bretagne, ma viene squalificato durante la 14ª tappa, quando occupava la 19ª posizione in generale, in quanto, a causa di un incidente meccanico, si era fatto trasportare per circa 100 metri dall'ammiraglia dell'AG2R La Mondiale.

## Palmarès

### Strada
- 2011 (Acme-Colner, una vittoria)

Campionati argentini, Prova in linea Under-23
- 2012 (Centre Mondial du Cyclisme, tre vittorie)

Campionati panamericani, Prova a cronometro Under-23
2ª tappa Tour du Jura (cronometro)
4ª tappa Tour de Franche-Comté
- 2015 (Bretagne-Séché Environnement, due vittorie)

Classic Sud Ardèche
Tour du Doubs
- 2016 (Fortuneo-Vital Concept, una vittoria)

2ª tappa Tour de San Luis (Terrazas del Portezuelo > Cerro El Amago)
- 2022 (Drone Hopper-Androni Giocattoli, una vittoria)

4ª tappa Giro di Turchia (Smirne > Magnesia)
- 2023 (Lotto Dstny, due vittorie)

2ª tappa Vuelta a Castilla y León (Coca > Segovia)
Classifica generale Vuelta a Castilla y León

#### Altri successi
- 2014 (Bretagne - Séché Environnement)

Classifica giovani Tour Méditerranéen
- 2016 (Fortuneo-Vital Concept)

Classifica scalatori Tour de San Luis

### Pista
- 2013

Campionati panamericani, Inseguimento a squadre (con Walter Pérez, Mauro Richeze e Maximiliano Richeze)
Campionati panamericani, Inseguimento individuale
- 2015

Campionati panamericani, Corsa a punti

## Piazzamenti

### Grandi Giri
- Giro d'Italia

2018: 96º
2020: 57º
2021: 47º
2022: 76º
- Tour de France

2015: squalificato (14ª tappa)
2016: 59º
2017: 65º
2025: 122º
- Vuelta a España

2023: 102º
2024: 86º

### Classiche monumento
- Milano-Sanremo

2020: 85º
- Parigi-Roubaix

2019: fuori tempo massimo
- Liegi-Bastogne-Liegi

2025: 83º
- Giro di Lombardia

2020: 82º
2021: 94º
2023: 54º

### Competizioni mondiali
- Campionati del mondo su strada

Limburgo 2012 - Cronometro Under-23: 19º
Limburgo 2012 - In linea Under-23: 89º
Toscana 2013 - Cronometro Under-23: 10º
Toscana 2013 - In linea Under-23: ritirato
Ponferrada 2014 - Cronometro Elite: 51º
Ponferrada 2014 - In linea Elite: ritirato
Bergen 2017 - Cronometro Elite: 37º
Bergen 2017 - In linea Elite: 63º
Innsbruck 2018 - Cronometro Elite: 45º
Innsbruck 2018 - In linea Elite: 73º
Yorkshire 2019 - Cronometro Elite: 43º
Yorkshire 2019 - In linea Elite: ritirato
Wollongong 2022 - In linea Elite: 71º
- Campionati del mondo su pista

St-Quentin-en-Yvelines 2015 - Ins. a squadre: 13º
- Giochi olimpici

Rio de Janeiro 2016 - In linea: 37º
Rio de Janeiro 2016 - Cronometro: 26º
Tokyo 2020 - In linea: ritirato
Parigi 2024 - In linea: 54º